# 小畑宏介
小畑 宏介（おばた こうすけ、1973年3月6日 - ）は株式会社友愛ビルサービス専務取締役。日本青年会議所第62代会頭。

## 来歴
1973年3月秋田市生まれ。1991年秋田経済法科大学附属高等学校を卒業後、同年に獨協大学に入学1995年に獨協大学を卒業。株式会社友愛ビルサービスに入社後、常務取締役に就任した。秋田青年会議所に1999年入会、2009年には理事長、2010年からは監事を務め、2012年度は日本青年会議所の副会頭も兼務する。2013年度には日本青年会議所会頭に就任した。翌年は日本青年会議所直前会頭に就任。現在は株式会社友愛ビルサービスの専務取締役になっている。一般社団法人夕張再生会の監事や秋田経済同友会や2023年度日本青年会議所シニアクラブ相談役にも就任している。
ロバート・ケネディの「人は現状を見て、なぜこうなのかを問う。私はまだ実現していないことを夢に見て、なぜできないかを問う」とのフレーズを引用しながら、「夢の実現のためには、ぶれることのない強い信念で新しい変化を生み出し続けることが必要である」と述べた。